# La Majahua, Hidalgotitlán
La Majahua är en ort i Mexiko.   Den ligger i kommunen Hidalgotitlán och delstaten Veracruz, i den sydöstra delen av landet, 500 km öster om huvudstaden Mexico City. La Majahua ligger 18 meter över havet och antalet invånare är 237.
Terrängen runt La Majahua är platt. Runt La Majahua är det ganska glesbefolkat, med 29 invånare per kvadratkilometer. Närmaste större samhälle är Hidalgotitlán, 14,6 km norr om La Majahua. Trakten runt La Majahua består till största delen av jordbruksmark.